# Horečka sobotní noci
Horečka sobotní noci (v anglickém originálu:Saturday Night Fever) je americký hudební film z roku 1977, v jehož hlavní roli se objevil John Travolta. Hudbu na pomezí popu, rocku a disko vytvořila britská hudební skupina Bee Gees. Další důležitou roli ztvárnila Fran Drescher.